# Diane Arbus
Diane Arbus, född Nemerov den 14 mars 1923 i New York i New York, död 26 juli 1971 i stadsdelen Greenwich Village i New York, New York, var en amerikansk fotograf.

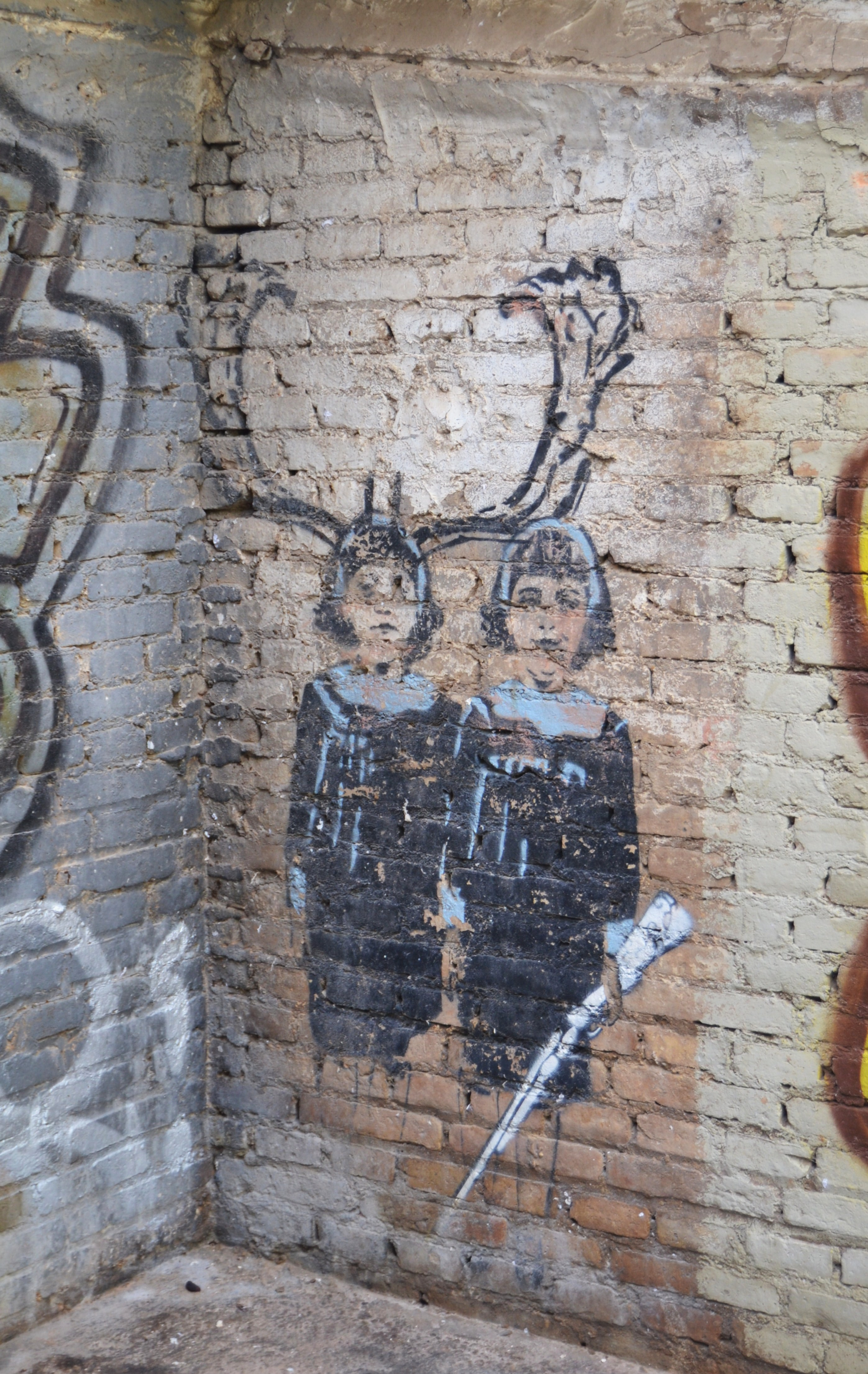
En version av Diane Arbus kända bild Identical Twins som graffiti på en vägg i València..

Arbus kom från en förmögen familj, i vilken hon stod i skuggan av sin äldre bror poeten Howard Nemerov. Vid 14 års ålder blev hon förälskad i Allan Arbus och så fort hon fyllde 18 gifte de sig trots invändningar från hennes föräldrar. Några år senare började Allan Arbus arbeta som fotograf för den amerikanska armén. På nätterna lärde han hustrun vad han hade lärt sig under dagen; hon lärde sig också fotografi genom Lisette Model. Tillsammans med sin make hade Arbus en framgångsrik studio för modefotografi i 20 år innan de separerade 1969. De fick två barn, fotografen Amy Arbus och författaren och art directorn Doon Arbus.
Arbus är idag mest känd för sina fotografier av människor i utanförskap, till exempel transvestiter, kortväxta, jättar och prostituerade, samt helt vanliga medborgare i poser eller omgivningar som förmedlar en oroväckande känsla av att något är allvarligt fel. Hennes voyeuristiska tillvägagångssätt förnedrar dock inte hennes motiv, något som lätt skulle kunnat ske. I de flesta av Arbus porträtt är motiven till synes bekväma, i sina egna miljöer; det är i stället betraktaren som görs obekväm av motivens accepterande av sina abnormiteter.
På 1960-talet blev hon en Guggenheim-'fellow' och lärde ut fotografi på colleges i New York och Amherst. Arbus tog sitt liv 1971.
Arbus föredrog TLR-mellanformatkameror, som gav kvadratiska bilder.

## Berömda fotografier
- Child with Toy Hand Grenade in Central Park, New York City (1962)
- Identical Twins, (1967)
- Jewish Giant at Home with His Parents in The Bronx, NY (1970)

## Citat
"Most people go through life dreading they'll have a traumatic experience. Freaks were born with their trauma. They've already passed their test in life. They're aristocrats."